# Pseudanthistiria umbellata
Pseudanthistiria umbellata là một loài thực vật có hoa trong họ Hòa thảo. Loài này được (Hack.) Hook.f. miêu tả khoa học đầu tiên năm 1896.